# Evangelische Kirche (Oberlemp)

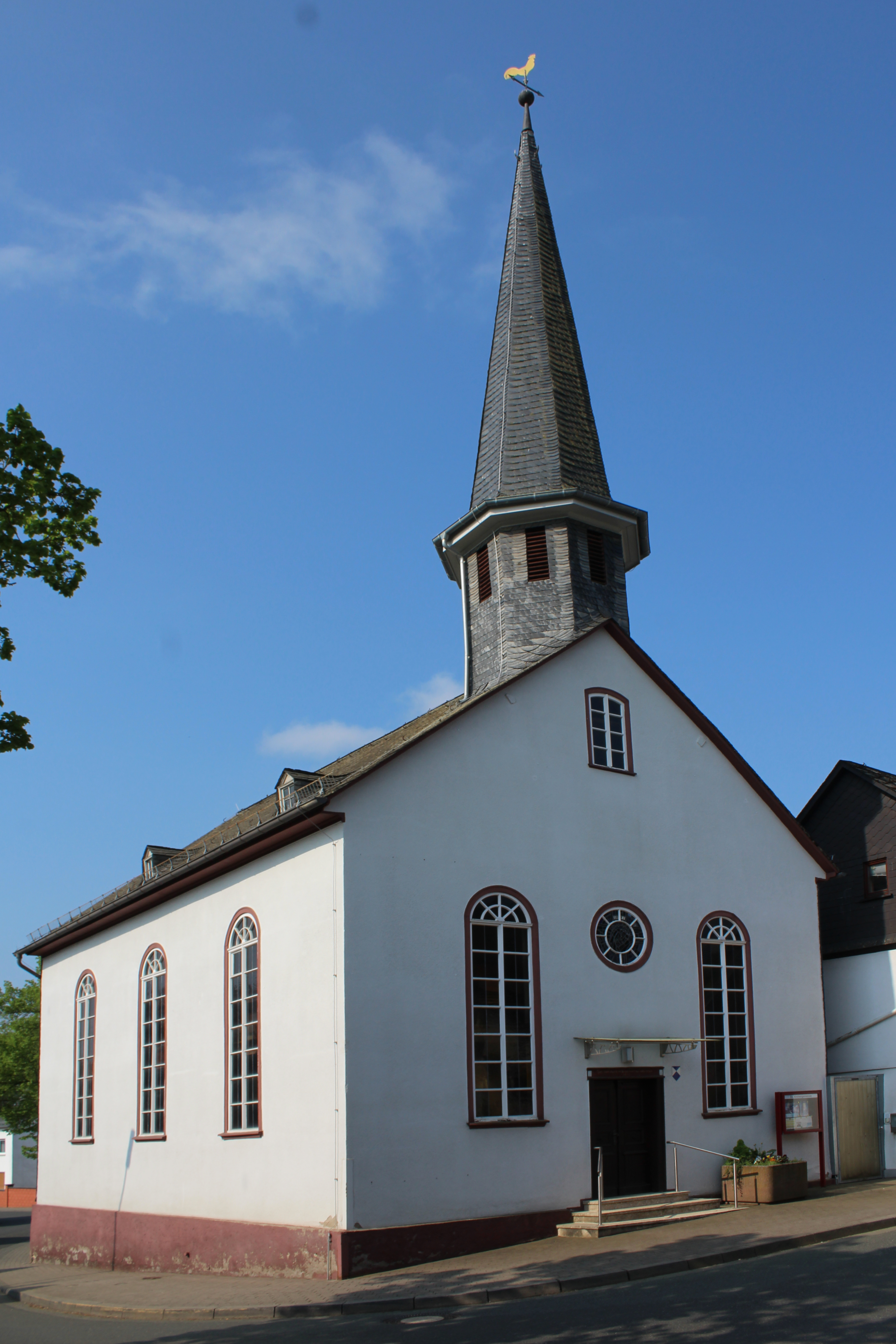
Evangelische Kirche Oberlemp

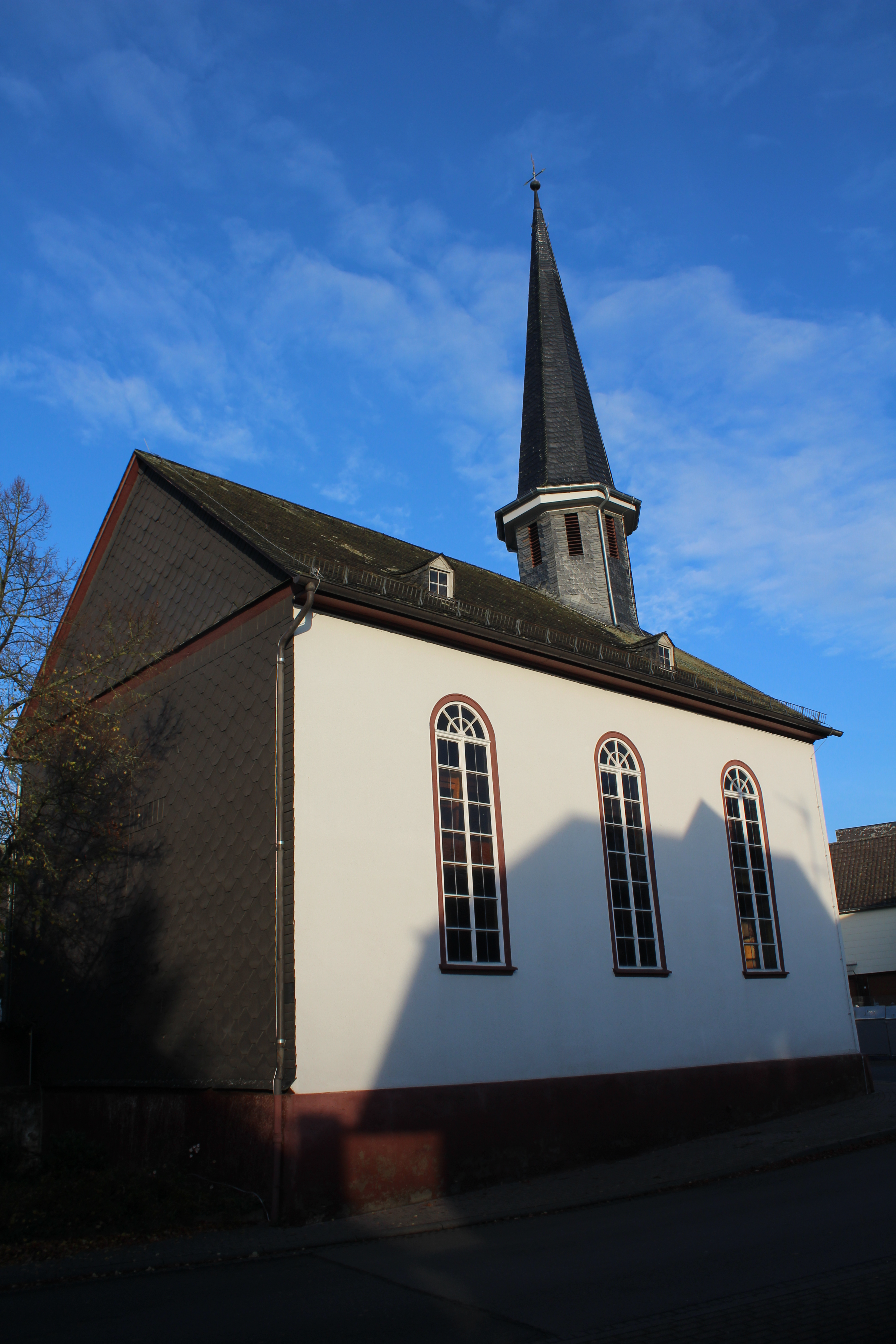
Ansicht von Südosten

Die Evangelische Kirche in Oberlemp, einem Stadtteil von Aßlar im Lahn-Dill-Kreis in Mittelhessen, ist eine klassizistische Fachwerkkirche aus dem Jahr 1855. Die Saalkirche mit Dachreiter und Rundbogenfenstern ist aufgrund ihrer geschichtlichen und städtebaulichen Bedeutung hessisches Kulturdenkmal.

## Geschichte
Der Ort Lemp („Lempha“) wird erstmals im Jahr 845 im Lorscher Codex erwähnt. Er gehörte im Mittelalter zum Archipresbyterat Wetzlar im Archidiakonat St. Lubentius Dietkirchen in der Erzdiözese Trier. Sendort war Altenkirchen. Im Jahr 1411 umfasste die Pfarrei elf Orte, die namentlich nicht genannt werden.
Die Reformation wurde im zweiten Viertel des 16. Jahrhunderts eingeführt. In nachreformatorischer Zeit blieb Oberlemp nach Altenkirchen eingepfarrt. Im Jahr 1606 wechselte die Kirchengemeinde zum reformierten Bekenntnis und kehrte 1624 zum lutherischen zurück. Im Jahr 1618 gehörten zur Pfarrei Altenkirchen die Orte Ahrdt, Bellersdorf, Bermoll, Mudersbach und Oberlemp. Die Filialorte Bermoll, Mudersbach und Oberlemp besaßen Kapellen. Bischoffen wurde 1827 ausgegliedert und Niederweidbach zugeschlagen. Abicht berichtet über diese Zeit: „In der Regel gehen die Bewohner dieser Dörfer nach Altenkirchen in die Kirche, und in den Filialkirchen wird jährlich nur einigemal Gottesdienst gehalten.“
Die heutige Kirche wurde im Jahr 1855 anstelle eines Vorgängerbaus, der oben erwähnten Kapelle, im Bereich des ehemaligen Friedhofs errichtet. Sie wurde am 5. Oktober 1856 eingeweiht. Nach Abicht war 1836 eine Glocke vorhanden. Sie wurde im Ersten Weltkrieg abgeliefert. Die heutige Glocke wurde 1892 von Rincker gegossen.
1934/1935 erfolgte eine umfassende Erneuerung. Eine Innenrenovierung im Jahr 1967 führte zu einer neuen Kirchenausstattung. Die Flachdecke auf zwei Unterzügen wurde niedriger abgehängt. Nur die Empore blieb erhalten, verlor aber ihre Brüstungsbilder. Eine weitere Renovierung folgte im Jahr 2004. Ein Blitzeinschlag am 2. Juli 2014 beschädigte den Turmhelm schwer.
Bis Ende 2018 gehörte die evangelische Kirchengemeinde Altenkirchen zum Kirchenkreis Braunfels, der 2019 in den Evangelischen Kirchenkreis an Lahn und Dill in der Evangelischen Kirche im Rheinland aufging.

## Architektur

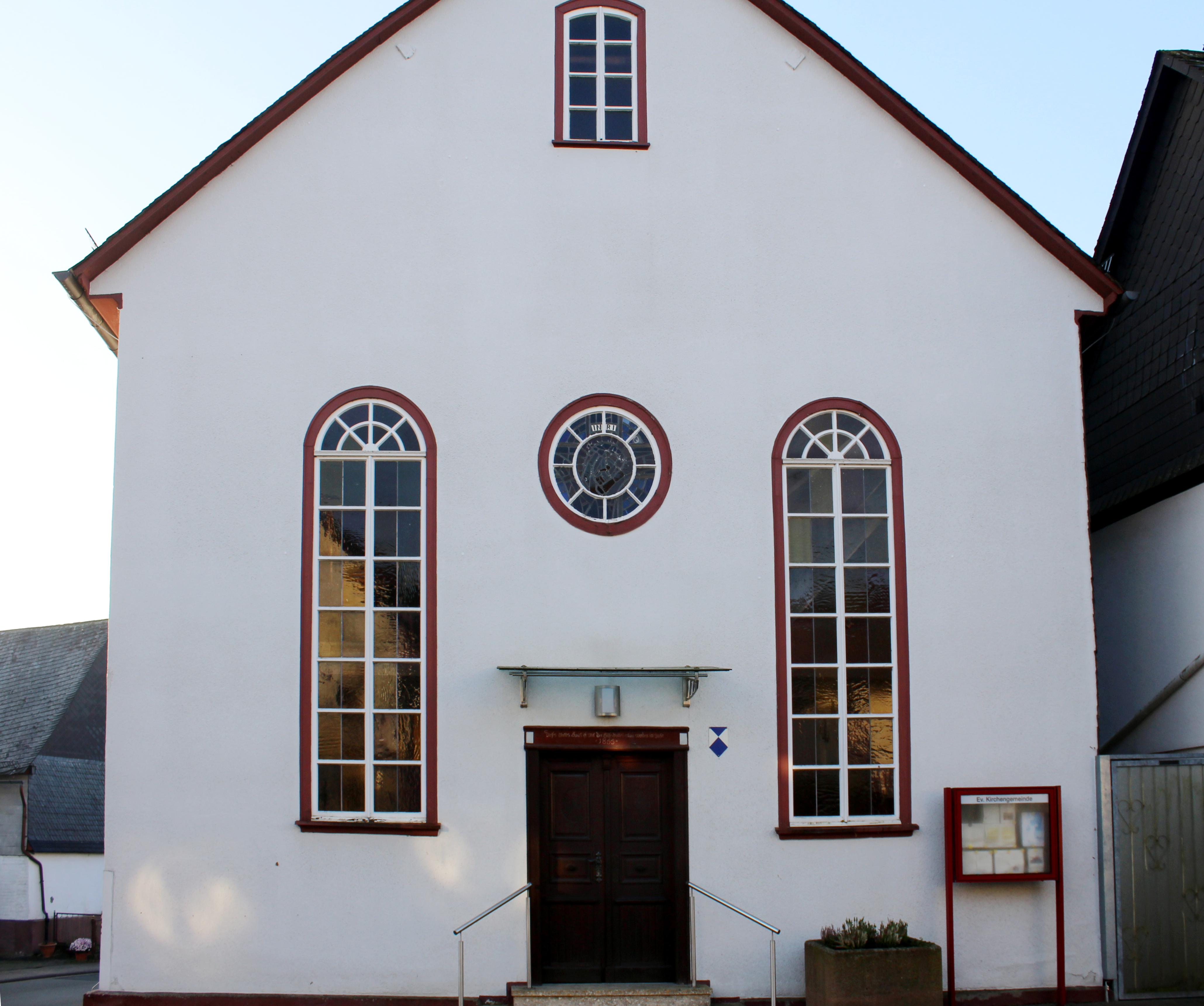
Ansicht von Norden

Die Kirche ist nicht geostet, sondern entsprechend dem Straßenverlauf nach Süden ausgerichtet. Sie ist im Ortszentrum an einer Straßenkreuzung errichtet. Das Fachwerk ist an der Ost- und Südseite vollständig verputzt und an der West- und Nordseite verschindelt. Dem verschieferten Satteldach ist im Norden ein steiler Dachreiter aufgesetzt. Die Ostseite ist mit zwei kleinen Gauben bestückt. Der achtseitige und vollständig verschieferte Dachreiter hat im Schaft, der als Glockenstube dient, acht schmale rechteckige Schallöffnungen für die Glocke. Der Spitzhelm wird von Turmknauf, Kreuz und Wetterhahn bekrönt.
Das Innere wird durch Rundbogenfenster mit Sprossengliederung und einfachen Bleiglasfenstern belichtet. Zur Straßenseite im Osten sind drei Fenster eingelassen, zwei in der nördlichen Portalseite und zwei Fenster im Westen. In der nördlichen Westseite fehlt ein Fenster, da hier das Nachbarhaus unmittelbar an die Kirche grenzt. Das alte hochrechteckige Nordportal mit doppelflügeliger Holztür ist noch erhalten und erschließt über drei Stufen das Gotteshaus. Der Türsturz trägt die Bauinschrift: „Dieses Haus Gottes ist mit der Hilfe Gottes erbaut worden im Jahr 1855.“ Darüber ist ein Rundfenster aus buntem Bleiglas eingelassen, das ein Kreuz mit dem dornengekrönten Haupt von Christus und der Kreuzesinschrift INRI zeigt. Im nördlichen Giebeldreieck dient ein kleines Fenster mit Stichbogen zur Belichtung des Dachbodens.

## Ausstattung

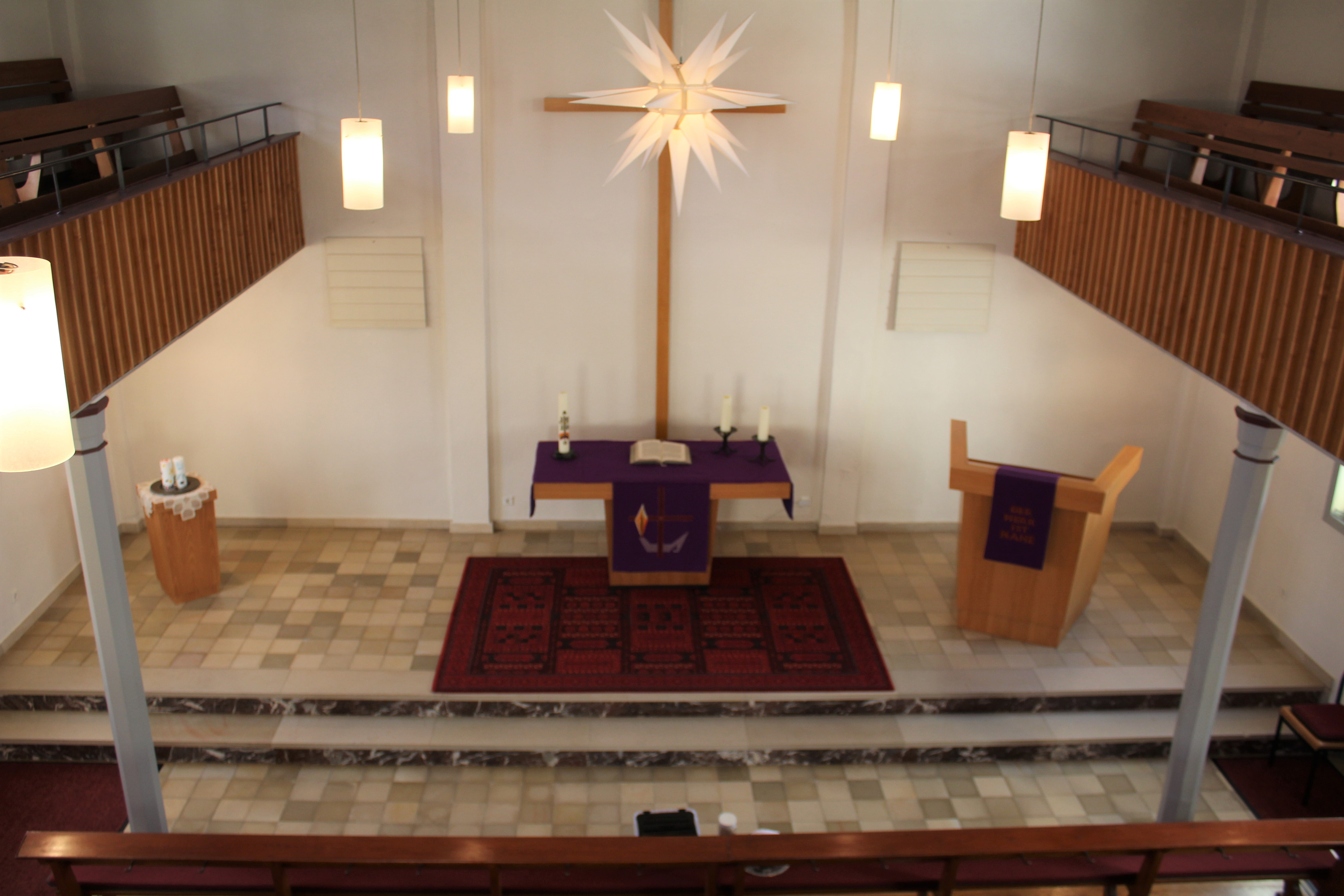
Innenraum Richtung Altar

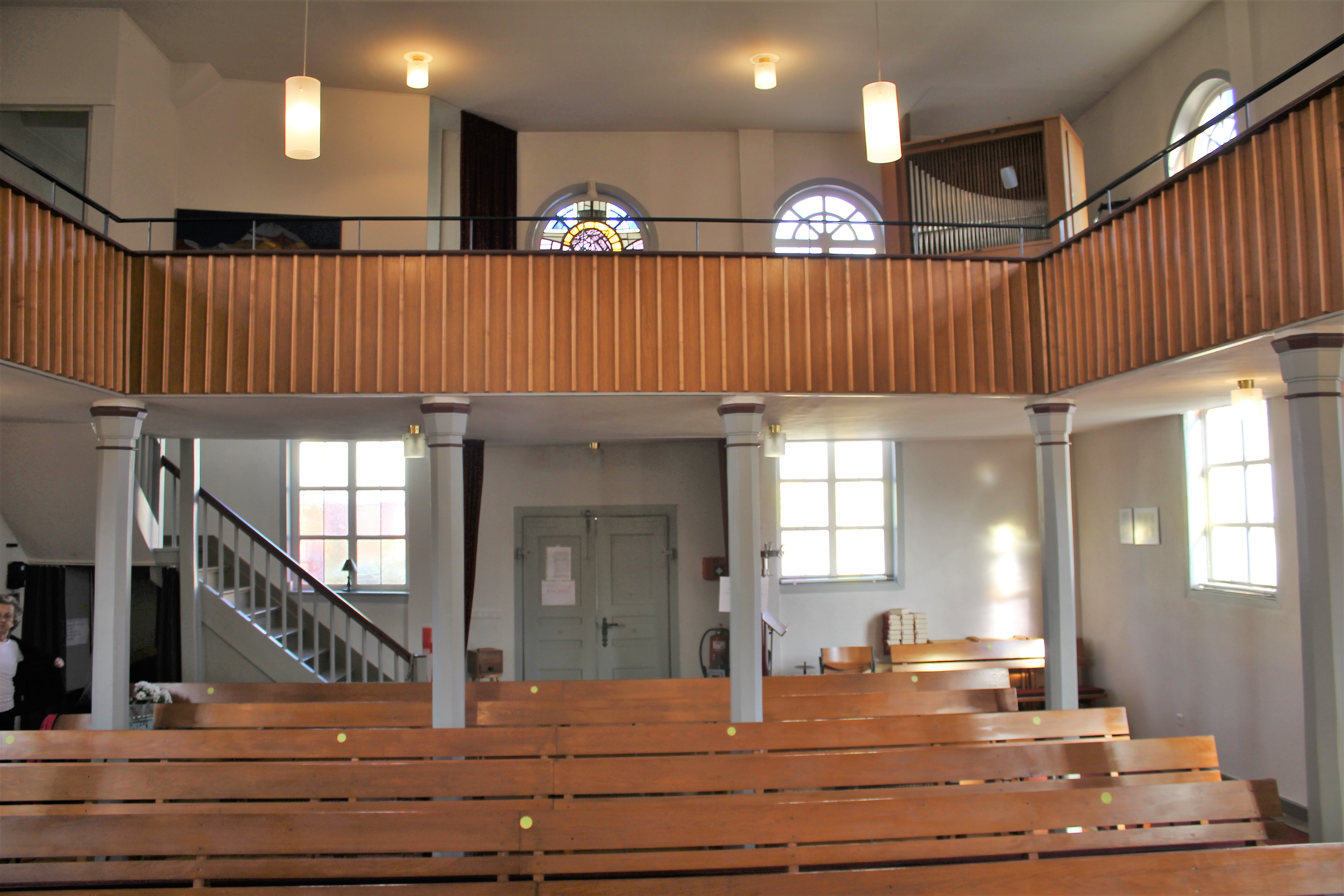
Blick zur Orgelempore

Der Innenraum wird von einer Flachdecke abgeschlossen. Der liturgische Bereich im Süden ist gegenüber dem Schiff um zwei Stufen erhöht. Die Südwand wird durch zwei Wandstützen gegliedert. Die holzsichtige Kirchenausstattung ist zeittypisch schlicht. Der Boden ist mit Fliesen in verschiedenen Grautönen belegt.
Das Innere wird durch die dreiseitig umlaufende Empore beherrscht, die bis an die Südwand reicht und von sechs achtseitigen Pfosten gestützt wird. Die Brüstung hat Profilleisten. Über eine Treppe in der Nordwestecke ist die Empore zugänglich. In der Nordostecke ist die Orgel aufgestellt.
Mittig vor der Südwand steht der Altar mit trapezförmigem Unterblock und weit überstehender Platte. An der südlichen Stirnwand ist zwischen den beiden Wandstützen ein großes Kreuz angebracht. Die Kanzel in der Südwestecke hat einen trapezförmigen Grundriss. In das quaderförmige Taufbecken in der Südostecke ist eine Taufschale eingelassen. Das Kirchengestühl bildet einen Mittelblock, der noch etwas unter die Empore reicht.

## Orgel

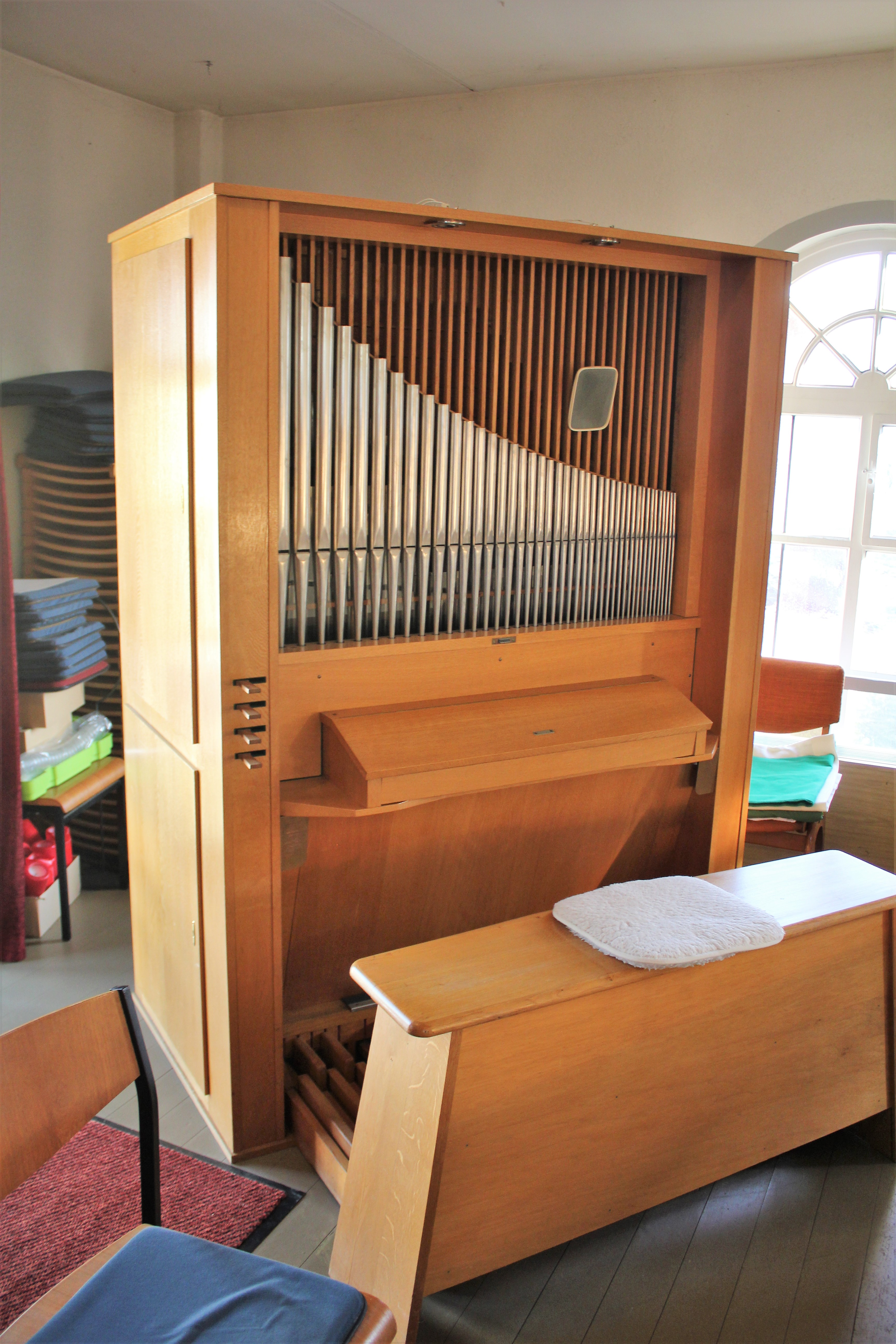
Sauer-Orgel

Das Orgelpositiv wurde von der Firma W. Sauer Orgelbau (Frankfurt/Oder) gebaut. Es verfügt über vier Register auf einem Manual und ein angehängtes Pedal. Die Disposition lautet wie folgt:
| I Manual C–f3 |    |
| Gedackt       | 8′ |
| Flöte         | 4′ |
| Principal     | 2′ |
| Scharf II–III |    |

| Pedal C–d1 |
| angehängt  |